# Sabatino de Ursis
Sabatino de Ursis (en chino: 熊三拔, Xióng Sānbá; Lecce, Apulia; 1575-Macao, 3 de mayo de 1620) fue un misionero católico jesuita, matemático y cartógrafo italiano.

## Vida
Nacido en una familia distinguida, estudió en el Collegio Romano y fue destinado al Japón. Tras residir brevemente en Coímbra, zarpó (25 de marzo de 1602) para Macao, adonde llegó en 1603. Completados sus estudios y ordenado, fue a Pekín 1606, donde trabajó junto a Matteo Ricci, como estudiante del chino y, después, como su colaborador en el campo de la filosofía de la naturaleza. Antes de morir (1610), Ricci le nombró su sucesor como superior de la residencia de Pekín.
Cuando el Departamento de Astronomía calculó mal un eclipse lunar en 1610, de Ursis y Diego de Pantoja fueron encargados por decreto imperial para emprender la reforma del calendario, pero la hostilidad de ciertos astrónomos chinos forzó la cancelación del proyecto. De Ursis se dedicó, entonces, a traducir obras europeas sobre astronomía y máquinas hidráulicas, ayudado por los letrados convertidos Xu Guangqi and Li Zhizao. Resultaron tres tratados que incorporó Li Zhizao a la recopilación misionera Tianxue chuhan (1628) y, más tarde, a la Biblioteca Imperial China (Siku quanshu) del siglo xviii. De Ursis abrió una farmacia europea con procesos de destilación. Al desatarse (1616) una conmoción anticristiana en Nankín, el Emperador Wanli decretó que se expulsara a Diego de Pantoja, a Sabatino de Ursis, a Alphonse Vagnoni y a Álvaro de Semedo. Estos dos últimos sufrieron castigos corporales y fueron enviados a la ciudad sureña de Cantón, en la que fueron encarcelados. El edicto del emperador fue más benévolo con Pantoja y de Ursis, debido al aprecio que se les tenía por sus conocimientos técnicos, y se les dejó viajar libremente al sur, hasta Macao la colonia portuguesa desde la que habían entrado en China.
En su viaje hacia el sur, Pantoja y Ursis pasaron por Nankín, Hangzhou y Cantón, donde fueron encerrados por las autoridades locales junto a Vagnoni y a Semedo. No se conocen bien los detalles de la salida definitiva de Cantón. Según algunas fuentes, los cuatro jesuitas pasaron allí siete meses encarcelados hasta que fueron definitivamente expulsados a Macao. De Ursis llegó a Macao en enero de 1618, donde le falló la salud y murió a los dos años.

## Obras
- Jianping yishuo (Explanación de una planisfera) (Pekin, 1611).
- Taixi shuifa (Maquinaria hidráulica europea) (Pekin, 1612).
- Biao du shuo (Explanación de un reloj de sol).